# Kosteljina
A Kosteljina egy patak Horvátországban, a Horvát Zagorje területén.

## Leírása
A Kosteljina a Kostel-breg alatt Pregrada közelében ered, majd Kosztel vára alatt folyik tovább. Ezután lassan kanyarogva rétek között folyik a Toplicéig, majd tovább. Helyenként kisebb zuhatagok vannak rajta. A forrástól körülbelül tíz kilométerre Martinišće közelében ömlik Horvatska folyóba, amely a Korpona folyóba folyik. A patakot a forrástól fogva egészen a torkolatig végig követi D507-es helyi út.
A patak vízét több helyen malmok hajtására használták. Két malom volt rajta Pavliša és Filipac közelében. Ott a gátaknál tavak alakultak ki, amelyek alkalmasak voltak fürdésre is. A patak gyakran kiöntött, ezért az 1960-as évek végén megkezdődött a szabályozása. Mivel a patak nagyon kanyargós volt a szabályzás után sok holtág maradt a közelében, melyekben sok hal volt, de a halak továbbélése nem volt biztosított a növényzet elszaporodása, az oxigénhiány és a növekvő szennyezés miatt. A következmény az lett, hogy a holtágak eltűntek. Az alacsony környezettudatosság miatt az emberek nagy mennyiségű hulladékot dobtak a patakba. A holtágak az eldobott gumiabroncsok, karosszériák, hűtőszekrények, valamint mindenféle egyéb hulladék szemétdombjaivá váltak.

## Növényvilág
A patak partjai mentén hosszan virágos rétek húzódnak. A partok mentén fűzfák, nádasok és helyenként sűrű cserjék nőnek.

## Állatvilág
A Kosteljina halban gazdag, ezért egykor a horgászok kedvenc úticélja volt. A patakban a zuhatagokban sok fejes domolykó és márna élt, a mélyvízű, árnyékos helyeken a csuka, harcsa, compó, ponty, sügér és keszeg is megélt. A szabályozás után a holtágakban sok vörösszárnyú keszeg, törpeharcsa, domolykó, ponty, naphal, sügér, sőt kígyószerű testű ritka halak is voltak. A madarak is szeretnek Kosteljina közelében tartózkodni, köztük vadkacsák, gémek, fácánok és más madarak. Az állatvilághoz tartoznak még békák, kígyók, patkányok is.

## Fordítás
Ez a szócikk részben vagy egészben  a   Kosteljina című horvát Wikipédia-szócikk ezen változatának fordításán alapul.  Az eredeti cikk szerkesztőit annak laptörténete sorolja fel. Ez a jelzés csupán a megfogalmazás eredetét és a szerzői jogokat jelzi, nem szolgál a cikkben szereplő információk forrásmegjelöléseként.